# アナ・ヴィドヴィチ
アナ・ヴィドヴィチ（Ana Vidović, 1980年11月8日生）は、クロアチア出身のクラシックギター奏者。

## 略歴
カルロヴァツに生まれる。兄ヴィクトルの影響で5歳のときにギターを始めた。すでに11歳で国際的に名を知られるようになり、13歳のときに、史上最年少でザグレブ国立音楽院に入学を果たす。イシュトヴァン・ロメルに師事。後に渡米し、2003年にピーボディー音楽院（ボルチモア）を卒業した。
イギリス・バースのアルバート・ オーグスティン国際コンクールや、イタリアのフェルナンド・ソル国際コンクール、マウロ・ジュリアーニ国際コンクール、スペインのフランシスコ・タレガ国際コンクールなどで優勝。
1988年に初めてステージに立って以来、ヨーロッパや北米の各都市、テルアビブ、ジャカルタ、中国などでのコンサートを含む公演の数は、すでに1000回を超す。